# 삼성 갤럭시 엑스커버 6 프로
삼성 갤럭시 엑스커버 6 프로(영어: Samsung Galaxy Xcover 6 Pro)는 삼성전자의 안드로이드 스마트폰이다. 2022년 6월 29일에 발표되었다.